# Quadridiplosis flexus
Quadridiplosis flexus är en tvåvingeart som beskrevs av Fedotova 2003. Quadridiplosis flexus ingår i släktet Quadridiplosis och familjen gallmyggor. Inga underarter finns listade i Catalogue of Life.